# 騎乗位

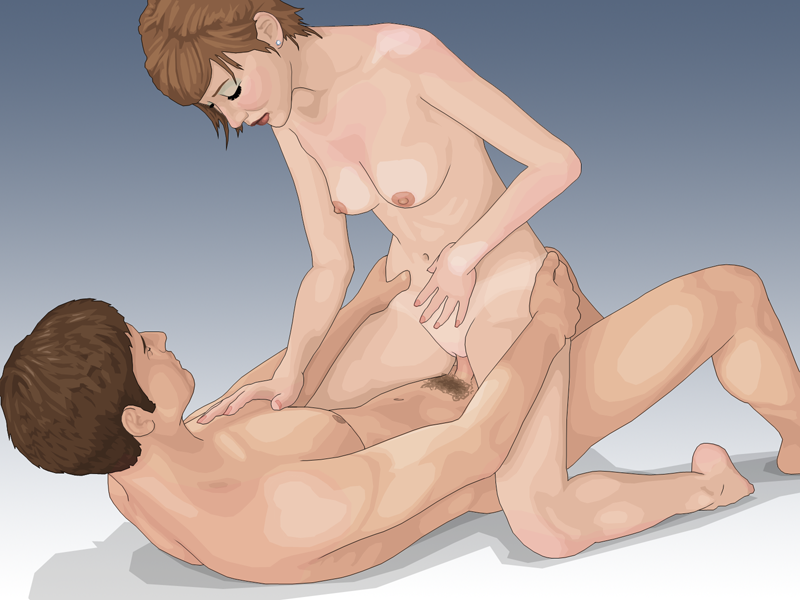
対面騎乗位

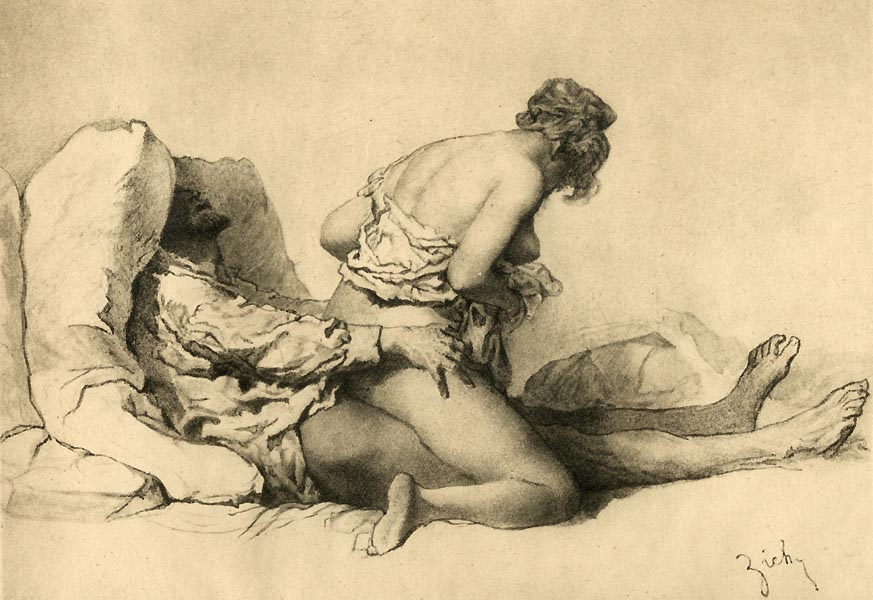
背面騎乗位

騎乗位（きじょうい）は、仰向けになった男性の上に女性が跨り男性も女性も自由に動かせる性交体位の一種である。

## 概説
騎乗中の様子に似ているため、この呼称が付いている。「騎上位」は誤記である。英語では、Woman on top、the jackhammer、cowboy/cowgirl positionなどである。男女が向き合う対面騎乗位と、女性が男性に背中を向ける背面騎乗位がある。騎乗位の大きな特徴に、女側が主導権を握ることができるということがある。女性が立て膝になって、仰向けの男性の股間に跨る。女性が片膝を立て、片手でペニスの根元を持ち、垂直になるように立てる。そこに女性が膣口を合わせ、ペニスを膣内に入れながら、腰を下ろしていく。男性の胸に片方の手をついて行えば安定して腰を下ろすことができる。女性が男性の胸に両手を当てて両膝を支点にして腰を前後に動かす。性器が密接しているので、女性が前屈子宮や生理前だった場合は子宮口に当たりやすくなり、内臓からの鈍痛を発することがある。そのため、最初は様子を見ながら慎重に動くものとされる。両手をつなぎながらのパターン、女性が上体を前傾させて密着させるパターン、足裏をベッドなど下面に着け両膝を立てM字開脚の体勢になり、両手を男性の胸部腹部に置き、両脚両手の力で、あるいは両手をつなぎながら、上下に腰を動かすパターン、女性が上体を後傾させながら腰を動かすパターンなどもある。女性が男性の顔の上に跨る場合には、顔面騎乗位と呼ばれる。クンニリングスをするときに行われることが多い。

## 歴史
四十八手では、騎乗位のことを「本茶臼」といい、そのバリエーションには「月見茶臼」「時雨茶臼」「宝船」などがある。なお、「忍び居茶臼」や「帆かけ茶臼」は座位の系統になるので、「茶臼」＝「騎乗位」ではない。映画の『氷の微笑』に、ヒロインのキャサリン・トラメル（演：シャロン・ストーン）が、男の手をベッドの端に縛り付け、騎乗位で責め立てるシーンがある。
女性の体が綺麗に見えることから日本のアダルトビデオでは人気が高く、2020年以降のVR作品では撮影法から女性主導にならざるを得ないこともあり、特化した作品が増えた。2021年の週刊プレイボーイでは騎乗位の発展バリエーションとして、高速で腰を振る「高速騎乗位」、杭を打ち込むように上下に大きくピストンする「クイ騎乗位」、女性が後ろを向く形の「背面騎乗位」、前後に腰を動かす「グラインド騎乗位」、円を描くように腰を動かす「ローリング騎乗位」、男性が足を上げたちんぐり返しの体勢の上からまたがる「ちんぐり騎乗位」、体を密着させてだいしゅきホールドの形から行う「だいしゅき騎乗位」、両手で男性の乳首を刺激する「スパイダー騎乗位」の8騎乗位を紹介している。

## 四十八手の騎乗位
百閉（ひゃくへい）
仰向けになった男性の上に女性が跨がって行う。上になった女性がクリトリスを男性の股間部に押し付けるようにしながら、腰を前後に動かす。男性のペニスの裏筋をこするように動くとより効果的になり、男性に強い刺激を与えることができる。女性は腰を動かしながら、膣内のGスポットにペニスが当たるようにする。
時雨茶臼（しぐれちゃうす）
仰向けになった男性のペニスの上にしゃがみ、女性が動いて挿入する形で行う。挿入後は女性が腰を上下させ、膣でペニスをしごきあげるように動かす。男性は動かないまま刺激を得られる。さらに女性が目の前で動いてくれるため、揺れる乳房や濡れた結合部分を見ることができ、興奮度が高まる。
茶臼のばし（ちゃうすのばし）
女性がしゃがむようにして挿入したあと、女性が身体を前方に倒し、男性の身体と女性の身体を密着させるようにする。女性が動いてピストン運動を行い、ペニスを膣内に出し入れさせる。通常の騎乗位と違って身体の密着感も味わえ、性器の挿入による刺激と同時に、肌同士の接触を楽しめる。キスしながら行えるという利点があり、男女ともに性感を高められる。

## 研究
イギリスのインディペンデント紙が2017年に行った報道によれば、以下の通りである。
ブラジルの3箇所の病院の研究者らは過去30年間にわたって、ブラジルのカンピーナスの市民を対象に、性行為によって外傷を受けた状況の調査を行なってきた。調査では42の事例が分析されている。性行為の最中、相手が骨折した例は、異性どうしの性行為で28例、同性どうしの性行為で4例、手淫の最中で6例が記録されており、あとの4例は原因について説明がつかなかったという。研究報告では、女性上位の性行為は潜在的に相手を骨折させるリスクを負っている事実があることが証明されている。その反対に男性がプロセスを管理する場合、痛みが感じられた際は動きをとめ、相手に与える害を最小限度にとどめる。負傷リスクの軽減のチャンスを男性が多く握ることになる。

## ギャラリー

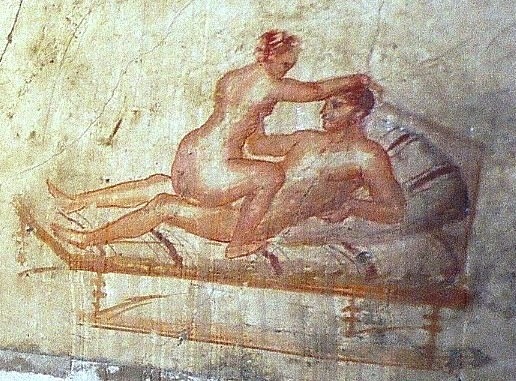
ポンペイの壁画
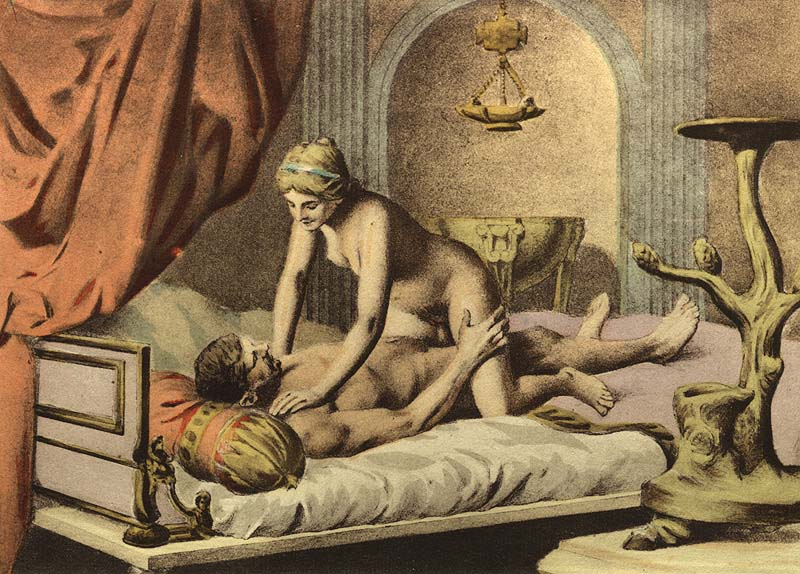
ポール・アヴリル による絵画
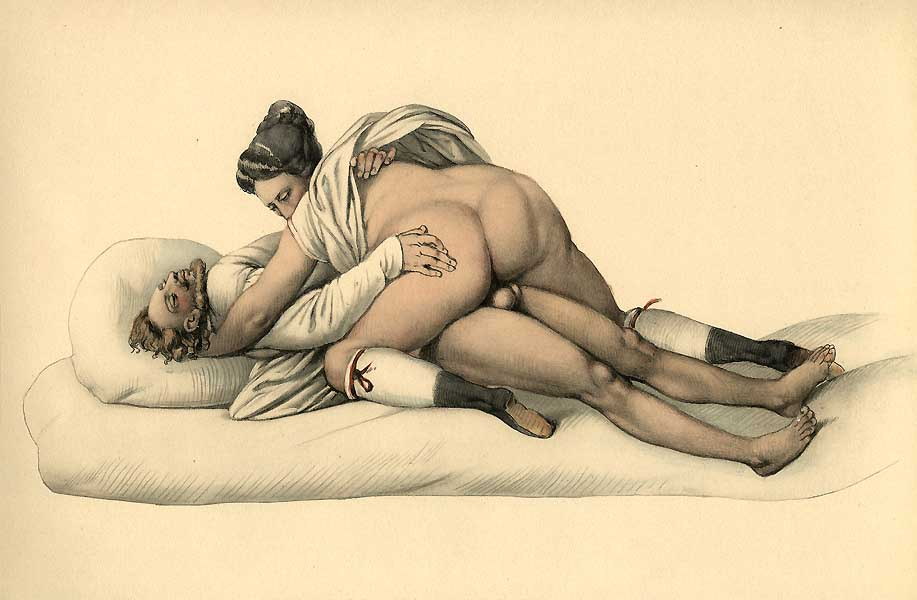
ヨハン・ネポムク・ガイガーによる水彩画（1840年）
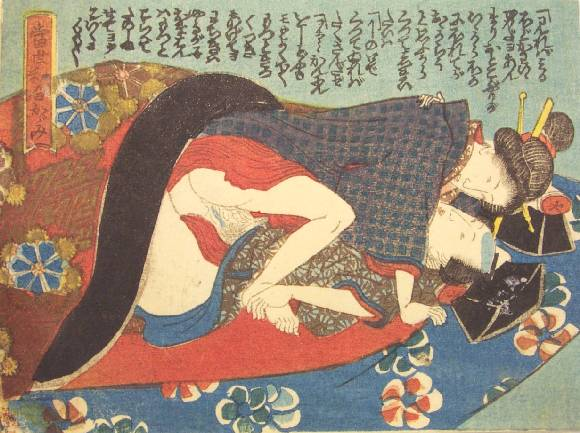
春画（19世紀前半）